# British Steel (musikalbum)
British Steel är ett musikalbum av heavy metal-bandet Judas Priest, utgivet 1980. Albumet anses som ett av de bästa från gruppen och här återfinns två av deras kändaste låtar, hitsinglarna "Breaking the Law" och "Living After Midnight". Textmässigt behandlar albumet inte lika mörka ämnen som gruppens 1970-talsalbum vilket gjorde att det tilltalade en bredare publik. "Living After Midnight" har exempelvis en hedonistisk text om en natt ute på stan. I USA gavs albumet ut med en ändrad låtlista där de två singlarna "Breaking the Law" och "Living After Midnight" inledde skivsida a respektive b. På omslaget kan man se en hand som håller i ett rakblad med texten Judas Priest.
2001 gjordes en dokumentär om inspelningen av albumet i serien Classic Albums.

## Låtlista
Samtliga låtar skrivna av K.K. Downing, Rob Halford och Glenn Tipton.
Sida ett
1. "Breaking the Law" - 2:35
2. "Rapid Fire" - 4:08
3. "Metal Gods" - 4:00
4. "Grinder" - 3:58
5. "United" - 3:35

Sida två
1. "Living After Midnight" - 3:31
2. "You Don't Have to Be Old to Be Wise" - 5:04
3. "The Rage" - 4:44
4. "Steeler " - 4:30

## Medverkande
- K.K. Downing - gitarr
- Rob Halford - sång
- Ian Hill - bas
- Dave Holland- trummor
- Glenn Tipton - gitarr

## Listplaceringar
- Billboard 200, USA: #34[2]
- UK Albums Chart, Storbritannien: #4[3]
- RPM, Kanada: #45[4]
- Topplistan, Sverige: #20[5]